# Vincenzo Vischi
Vincenzo Vischi (Trani, 1824 – Trani, 17 giugno 1913) è stato un politico italiano.

## Biografia
Fu Deputato del Regno d'Italia nella VIII legislatura, eletto nel Collegio elettorale di Corato. La città di Trani gli ha dedicato una via.